# Distrito de Juan Espinoza Medrano
El distrito de Juan Espinoza Medrano es uno de los 7 distritos de la provincia de Antabamba  ubicada en el departamento de Apurímac, bajo la administración del Gobierno regional de Apurímac, en el sur del Perú. Limita al norte con el distrito de Sabaino y el distrito de Huaquirca, al oeste con el distrito de Antabamba, al sur con el departamento de Ayacucho y el departamento de Arequipa y al oeste con la provincia de Aymaraes
Desde el punto de vista jerárquico de la Iglesia católica forma parte de la Diócesis de Abancay la cual, a su vez, pertenece a la Arquidiócesis de Cusco.

## Historia
El distrito fue creado mediante Ley No.9690 del 12 de diciembre de 1942, en el primer gobierno del Presidente Manuel Prado Ugarteche. Su primer alcalde fue D. Florentino Suárez Rea.
Lleva el nombre de Juan de Espinosa Medrano, en reconocimiento a este escritor nacido en Calcahuso, uno de los anexos.

## Geografía
La ciudad de Antabamba se encuentra ubicada en los Andes Centrales. Está a 3296 m s. n. m.
El distrito comprende cuatro anexos o pueblos principales: Mollebamba, Silco, Calcauso, Santa Rosa (Huactacanca) y Vito.

## Autoridades

### Municipales
- 2011-2014[3]
  - Alcalde: Eudes Guerrero Mallma, Movimiento Popular Kallpa.
  - Regidores: Liborio Anamaria Zela  (Kallpa), Julián Silvestre Gutiérrez (Kallpa), Agustín Fabio Atahua Huamani (Kallpa), Ubaldina Dongo Usaqui (Kallpa), Dalmer Huahuasoncco Colque (Llapanchik).
- 2007-2010
  - Alcalde: Leoncio Espíritu Miraya Mendoza.

## Festividades
- Virgen de la Asunción.
- Huaylia Navidad.